# Клингенберг, Альф
Альф Клингенберг (норв. Alf Klingenberg; 8 сентября 1867, Тронхейм — 20 апреля 1944, Гёусдал) — норвежский пианист и музыкальный педагог.
В 1912 г. совместно с дирижёром Германом Досенбахом организовал в американском городе Рочестер музыкальный колледж, с 1914 г. называвшийся школой DKG, по инициалам Клингенберга, Досенбаха и присоединившегося к ним органиста и хормейстера Оскара Гариссена, а затем Институтом музыкального искусства (англ. Institute of Musical Art). В 1918 г. институт был продан изобретателю, бизнесмену и меценату Джорджу Истмену, основавшему на его базе Истменовскую школу музыки. Клингенберг стал в 1921 г. её первым директором, но уже через два года вышел в отставку, разошедшись во взглядах на музыкальное образование с попечительским советом.